# Rajella
Genre
Rajella est un genre de raies de la famille des Rajidae.

## Liste des espèces
- Rajella annandalei (Weber, 1913)
- Rajella barnardi (Norman, 1935)
- Rajella bathyphila (Holt et Byrne, 1908)
- Rajella bigelowi (Stehmann, 1978)
- Rajella caudaspinosa (Von Bonde et Swart, 1923)
- Rajella dissimilis (Hulley, 1970)
- Rajella fuliginea (Bigelow et Schroeder, 1954)
- Rajella fyllae (Lütken, 1887)
- Rajella kukujevi (Dolganov, 1985)
- Rajella leopardus (Von Bonde et Swart, 1923)
- Rajella nigerrima (de Buen, 1960)
- Rajella purpuriventralis (Bigelow et Schroeder, 1962)
- Rajella ravidula (Hulley, 1970)
- Rajella sadowskii (Krefft et Stehmann, 1974)